# Poblado C-16 General Emiliano Zapata
Poblado C-16 General Emiliano Zapata es un poblado del municipio de Cárdenas ubicado en la subregión de la Chontalpa del estado mexicano de Tabasco.

## Geografía
La localidad se ubica a 17.6 kilómetros (en dirección suroeste) de la localidad de Cárdenas, la cabecera y lugar más poblado del municipio. Se sitúa en las coordenadas geográficas 18°06′41″N 93°29′48″O / 18.111389, -93.496667, a una elevación de 9 metros sobre el nivel del mar.

## Demografía
Según el Conteo de Población y Vivienda 2020, efectuado por el Instituto Nacional de Estadística y Geografía, la localidad de Poblado C-16 General Emiliano Zapata tiene 4,393 habitantes, de los cuales 2,218 son del sexo masculino y 2,175 del sexo femenino. Su tasa de fecundidad es de 2.85 hijos por mujer y tiene 1,189 viviendas particulares habitadas.
| Gráfica de evolución demográfica de Poblado C-16 General Emiliano Zapata entre 1960 y 2020 |
|                                                                                            |
| INEGI.                                                                                     |